# Jane Powell
Jane Powell, född Suzanne Lorraine Burce den 1 april 1929 i Portland, Oregon, död 16 september 2021 i Wilton, Connecticut, var en amerikansk skådespelare, sångare och dansare. Powell kontrakterades av Metro-Goldwyn-Mayer 1943. Hennes sång, dans och skådespelartalanger nyttjades i musikalfilmer som Vi träffas i kväll (1948, med vännen Elizabeth Taylor), Kungligt bröllop (1951, med Fred Astaire), Sju brudar, sju bröder (1954, med Howard Keel) och Hallå sjömän (1955, med Vic Damone och Debbie Reynolds).

## Karriär
Powell sjöng i radio redan som barn och kom in vid filmen som 15-åring. Hon vann snabbt stor popularitet tack vare sin livfulla personlighet och vackra sångröst. Hon spelade ofta unga oerfarna flickor som upplevde sin första kärleksaffär. Hennes bästa roll är i musikalen Sju brudar, sju bröder (1954). 
Jane Powell drog sig tillbaka från filmen 1958 och framträdde sedan på scen och nattklubbar.
Hon gav ut sina memoarer, The Girl Next Door ... And How She Grew, 1988. 
Powell var gift fem gånger, och hade tre barn från sina två första äktenskap. Hennes femte och längsta äktenskap var med skådespelaren Dickie Moore, de var gifta från 1988 fram till Moores död 2015.

## Filmografi i urval
- 1944 – Song of the Open Road
- 1945 – Förtjusande farlig
- 1946 – Under Mexikos himmel
- 1948 – Det hände i Havanna
- 1948 – Vi träffas i kväll
- 1948 – Fest ombord
- 1950 – Trio i Rio
- 1950 – Det glada hotellet
- 1951 – Kungligt bröllop
- 1951 – Två ska man vara
- 1953 – Kär i dag
- 1953 – Three Sailors and a Girl
- 1954 – Sju brudar, sju bröder
- 1954 – Fröken Annorlunda
- 1954 – Av hela mitt hjärta
- 1955 – Hallå sjömän
- 1957 – Kär i tre
- 1958 – Kvinnodjuret
- 1958 – Enchanted Island
- 1978–1982 – Fantasy Island (TV-serie)
- 1981–1982 – Kärlek ombord (TV-serie)
- 1987 – Mord och inga visor (TV-serie)
- 1988–1990 – Pappa vet bäst (TV-serie)
- 2002 – Law & Order: Special Victims Unit (TV-serie)
- 2003 – Broadway: The Golden Age, by the Legends Who Were There (dokumentär)